# HP Pavilion 8700 Desktop PC series

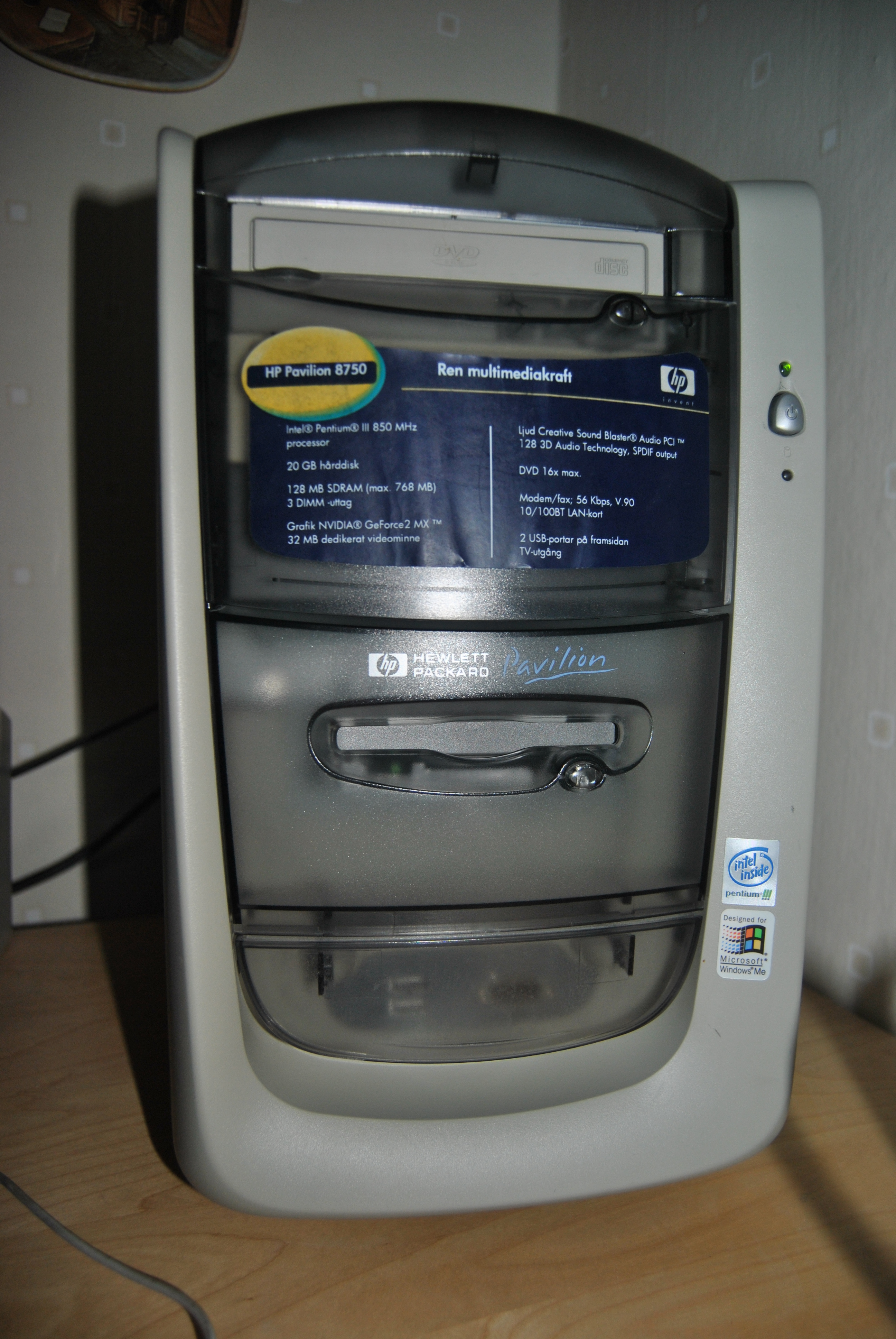
HP Pavilion 8750 (år 2000/2001).

HP Pavilion 8700 Desktop PC series är en serie stationära datorer ur HP Pavilion-serien för persondatorer avsedda för hemmabruk. Den lanserades under sent 1990-tal ca. 1999 fram till 2001 i USA och Europa av datorföretaget Hewlett-Packard.
Serien är slutsåld sedan tredje kvartalet av 2001.
HP:s eget citat om serien:
The HP Pavilion 8700 series gives you today's advanced features - the Internet, digital music and more - in a stylishly designed device.The HP Pavilion 8700 PC is a complete multimedia solution.

## Kapacitet
Följande produkter hade Pentium III 601–850 MHz, Celeron och även senare Athlon 850 MHz processorer. Alla datorerna lanserades med Microsoft operativsystem i flesta fall Windows 9x-serien. Ram-minnet varierade från 64 MB (1999) upp till drygt 128–256 MB (2000–2001) beroende på vilken årsmodell persondatorn är. Vanligast är att datorerna kunde ha upp till 512 MB ram-minne.
Under 1999 var hårddiskarnas storlek 8–13 GB. Under 2000 låg det mellan 13 och 20 GB och 2001 var det maximalt 31,2 GB.
De flesta datorerna i denna serie är kända för sina inbyggda digitala medier. Som tv-utgång, dvd (från 2001) dessförinnan CDRW och usb-portar kom med alla datorerna i denna pc-serie från HP, och framför allt en snygg design. Vid köp av datorerna följde tangentbord, mus/musmatta och högtalare med. Ingen datormodell från 8700-serien kom med Windows XP, istället avslutades 8700-serien under tredje kvartalet av 2001 och HP tog fram en annan datorserie för att anpassa för Windows XP.

## Kritik
HP fick kritik för denna datorserie, i början av 2000-talet jämfördes den alltför mycket med Dell Dimension 8100. Frågor kom upp på bordet år 2000/2001 över det höga priset och varför HP inte använde Pentium 4-processorn som DELL gjort. HP fortsatte även att köra datorerna med Windows 98 och ME. Trots detta hade DELL, konkurrerade med HP, kört med Pentium 4, 1300 MHz processorer och sålt sina flesta datorer med Windows 2000-licenser.

## Följande produkter efter nationalitetsbeteckning
- HP Pavilion 8710 Desktop PC (FR)
- HP Pavilion 8710 Desktop PC (SW)
- HP Pavilion 8722 Desktop PC (FR)
- HP Pavilion 8725 Desktop PC (FR)
- HP Pavilion 8727 Desktop PC (FR)
- HP Pavilion 8730 Desktop PC (SW)
- HP Pavilion 8740 Desktop PC (FR)
- HP Pavilion 8740 Desktop PC (SW)
- HP Pavilion 8748 Desktop PC (FR)
- HP Pavilion 8750 Desktop PC (FR)
- HP Pavilion 8750 Desktop PC (SW)
- HP Pavilion 8751 Desktop PC (FR)
- HP Pavilion 8754 Desktop PC (FR)
- HP Pavilion 8755 Desktop PC (FR)
- HP Pavilion 8760 Desktop PC (FR)
- HP Pavilion 8760 Desktop PC (SW)
- HP Pavilion 8700 CTO Desktop PC
- HP Pavilion 8705a CTO Desktop PC
- HP Pavilion 8705i CTO Desktop PC
- HP Pavilion 8710 CTO Desktop PC
- HP Pavilion 8710 Desktop PC (NL)
- HP Pavilion 8710 Desktop PC (NW)
- HP Pavilion 8710 Desktop PC (SP)
- HP Pavilion 8710 Desktop PC (UK)
- HP Pavilion 8715 Desktop PC (UK)
- HP Pavilion 8720 CTO Desktop PC
- HP Pavilion 8720 Desktop PC (NL)
- HP Pavilion 8720 Desktop PC (NW)
- HP Pavilion 8720 Desktop PC (SP)
- HP Pavilion 8730 Desktop PC (NL)
- HP Pavilion 8730 Desktop PC (NW)
- HP Pavilion 8730 Desktop PC (SP)
- HP Pavilion 8730 Desktop PC (UK)
- HP Pavilion 8731c Desktop PC (LA)
- HP Pavilion 8737c Desktop PC (LA)
- HP Pavilion 8740 Desktop PC (NL)
- HP Pavilion 8740 Desktop PC (NW)
- HP Pavilion 8745 Desktop PC (NL)
- HP Pavilion 8745 Desktop PC (SP)
- HP Pavilion 8750 Desktop PC (NL)
- HP Pavilion 8750 Desktop PC (SP)
- HP Pavilion 8750 Desktop PC (UK)
- HP Pavilion 8750c Desktop PC (US/CAN)
- HP Pavilion 8754c Desktop PC (US/CAN)
- HP Pavilion 8755 Desktop PC (NW)
- HP Pavilion 8755c Desktop PC (US/CAN)
- HP Pavilion 8756c Desktop PC (US/CAN)
- HP Pavilion 8760 Desktop PC (UK)
- HP Pavilion 8760c Desktop PC (US)
- HP Pavilion 8762c Desktop PC (CAN)
- HP Pavilion 8765c Desktop PC (US/CAN)
- HP Pavilion 8766c Desktop PC (US/CAN)
- HP Pavilion 8770 Desktop PC (SP)
- HP Pavilion 8770 Desktop PC (UK)
- HP Pavilion 8770c Desktop PC (US/CAN)
- HP Pavilion 8771c Desktop PC (LA)
- HP Pavilion 8772c Desktop PC (US/CAN)
- HP Pavilion 8775 Desktop PC (UK)
- HP Pavilion 8775c Desktop PC (US/CAN)
- HP Pavilion 8776c Desktop PC (US/CAN)
- HP Pavilion 8777c Desktop PC (LA)
- HP Pavilion 8785c Desktop PC (US/CAN)